# Menor extranjero no acompañado
En España, los menores extranjeros no acompañados  (también conocido por el acrónimo MENA, habitualmente lexicalizado como mena) son un fenómeno de la migración que engloba a jóvenes menores de 18 años, de origen extranjero, que están solos y/o sin referente familiar adulto que los acompañe.
Según la página oficial de la Dirección General de la Policía de España, la definición de MENA sería la de extranjero menor de dieciocho años que sea nacional de un Estado al que no le sea aplicable el régimen de la Unión Europea que llegue a territorio español sin un adulto responsable de él, sea legal o de acuerdo con la costumbre, apreciando riesgo de desprotección del menor, así como cualquier menor extranjero que una vez en España se encuentre en esa situación, de acuerdo con el artículo 189 del Reglamento de Extranjería (RD 557/2011).
El significado general desde el punto de vista de la Unión Europea excluye del significado de extranjero a los menores de un país de la UE respecto a otro. Aun así, hay países donde la administración del significado de extranjero se refiere a todo el mundo fuera del país aunque sea de la Unión Europea.

## Historia
Hasta hace poco el término era desconocido en España y relativamente nuevo en los países de la Unión Europea. Según datos empíricos se encuentra que este fenómeno apareció en los años 90 en aquellos países donde ya existía una fuerte tradición inmigratoria, pero ha sido a partir del año 1997 que se hace notar notoriamente en España, sobre todo en comunidades autónomas como Cataluña o Madrid. Debido al aumento persistente de esta llegada de menores solos y desamparados, se tuvo que realizar una investigación con el fin de obtener una perspectiva más amplia del fenómeno. Esta circunstancia sitúa a los MENA automáticamente en una situación de desamparo y de riesgo.

## Otros términos
Otros términos empleados sobre este fenómeno son: «menores migrantes no acompañados» (MMNA), «menores inmigrantes no acompañados» (MINA), «menores extranjeros indocumentados no acompañados» (MEINA) y «menores separados» (este último utilizado por la Unión Europea).

## Cifras
Aunque no es un fenómeno fácil de cuantificar, los datos de la memoria de la Fiscalía del año 2016, apunta a la presencia de 3660 menores de origen extranjero no acompañados en España y bajo la tutela de las comunidades autónomas.